# الحدود الجزائرية التونسية

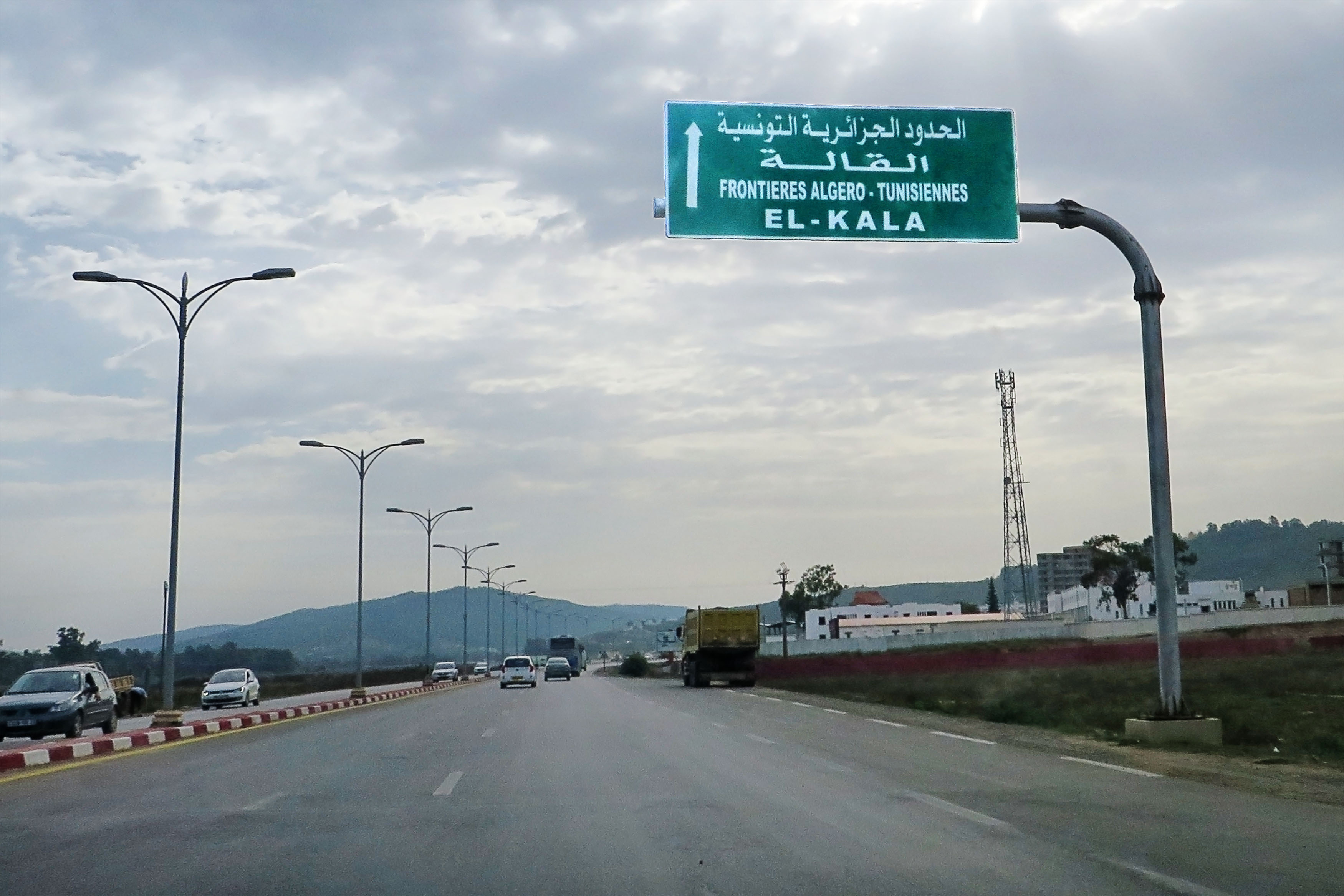
الحدود الجزائرية التونسية في مدينة القالة.

يبلغ طول الحدود الجزائرية - التونسية 1.034 كم (642 م) وتمتد من البحر الأبيض المتوسط في الشمال إلى النقطة الثلاثية مع ليبيا في الجنوب.

## وصف
تبدأ الحدود في الشمال على ساحل البحر الأبيض المتوسط، وتتقدم براً في اتجاهات جنوبية واسعة عبر سلسلة من الخطوط البرية. في الأجزاء الجنوبية من الحدود تسود الخطوط المستقيمة، والتي تنحرف في النهاية إلى الجنوب الشرقي نزولاً إلى النقطة الثلاثية مع ليبيا.

## التاريخ

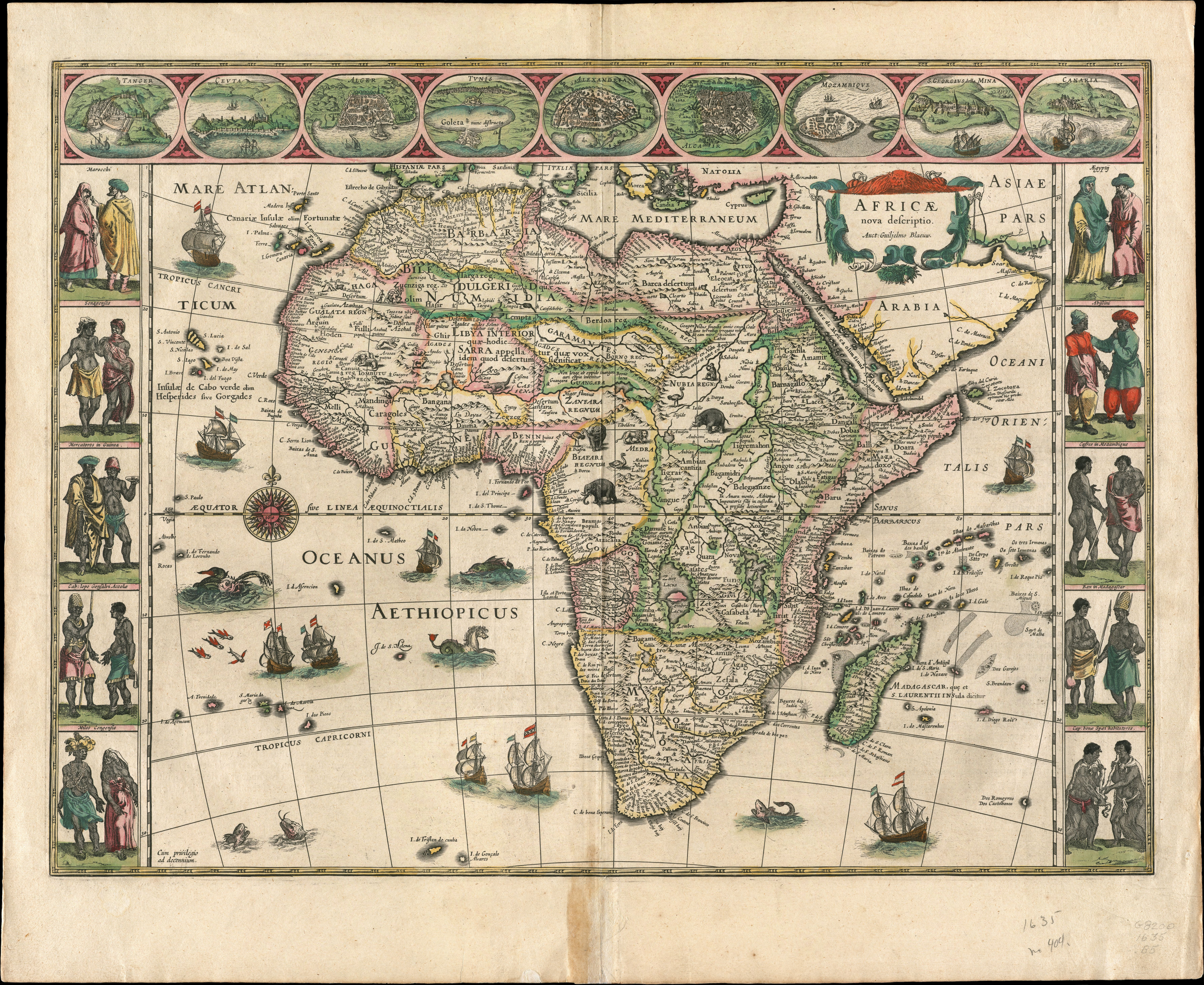
الحدود الجزائرية التونسية سنة 1635م (خريطة إفريقيا)

### العهد العثماني
قبل الاستعمار الفرنسي، كانت حدود البلدين غير مرسمة، خاصة وأن كلاهما كان تحت الحكم العثماني. في ذلك الوقت، كان ما يهم القادة هو الولاء والخضوع الضريبي لكل قبيلة لبيليكات (قسنطينة أو تونس) أكثر من الإقليم نفسه.
في عام 1614، حددت معاهدة سراط الحدود الجزائرية التونسية بين رأس رو وادي سراط، حوالي 45 كيلومترا جنوب غرب الكاف..
في عام 1807، هزم الباي حمودة باشا التونسي جيوش داي الجزائر على ضفاف وادي السراط وامتدت حدود إيالة تونس إلى ما وراء قلعة سنان في الغرب ونفطة نحو الجنوب في تونس حاليا.

### الإحتلال الفرنسي
احتلت فرنسا الكثير من المناطق الساحلية الشمالية للجزائر في الفترة 1830-1847 وتونس عام 1881، وكلاهما كان حتى الآن خاضعًا للسيطرة الاسمية للإمبراطورية العثمانية. دفعت فرنسا تدريجيًا إلى الداخل وضمت المناطق الصحراوية في الجزائر عام 1902. تم تحديد الحدود من الساحل الجنوبي إلى بير رامان بموجب مراسيم فرنسية مختلفة، ولا سيما تلك التي صدرت في 1888-1889 و1901-01. كانت المقاطع جنوبًا وصولاً إلى الثلاثي الليبي غامضة إلى حد ما، ويبدو أنها تم رسمها خلال الفترة 1911-1923.

### فترات الاستقلال
حصلت تونس على استقلالها عن فرنسا عام 1956، تلتها الجزائر عام 1962. وأكدت الدولتان بعد ذلك الحدود القائمة بينهما بموجب اتفاقية 6 يناير 1960، وكانت العلاقات إيجابية بشكل عام.

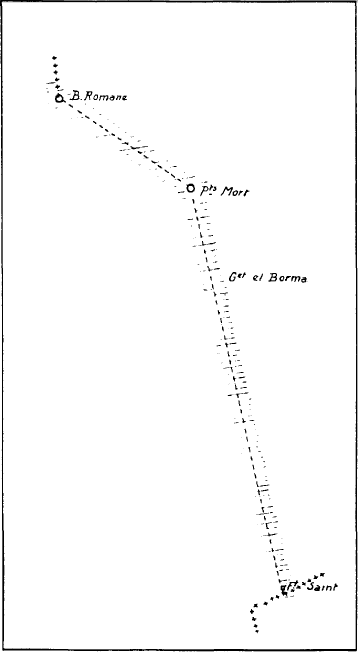
رسم تخطيطي للحدود بين الجزائر وتونس من بير رومان إلى حصن سانت ، كما يظهر في الخريطة 1

طالب الرئيس التونسي الحبيب بورقيبة في عام 1957 استغلال الصحراء في إطار إستغلال مشترك للمناطق الصحراوية التي اقترحتها فرنسا على ملك المغرب محمد الخامس. في 5 فبراير 1959 ، طلب بورقيبة في خطاب ألقاه من فرنسا الاعتراف بحقوق تونس حتى المعبر 233 وإزالة هذه الحدود التي بين بير رومان- و حصن سانت، وبالتالي تمديد تونس. لتمتدها الصحراوي الطبيعي.
في 17 يوليو 1961 ، تعهد بورقيبة للحكومة المؤقتة للجمهورية الجزائرية بالتفاوض بشأن المطالب الإقليمية مع حكومة الجزائر التي أصبحت مستقلة، وهو ما كان عليه الحال في صيف عام 1962.
في 16 أبريل 1968 ، تم التوقيع على قرار ترسيم الحدود الجزائرية التونسية على خط الحدود بين بير رومان وحصن سانت. بموجبه تتخلى تونس عن مطالبتها الإقليمية بين المحطة 220 (حصن سانت) والمحطة 233 (جارة الهاميل جنوب غدامس).

## التجمعات السكنية بالقرب من الحدود

### الجزائر
- الطارف
- القالة
- سوق أهراس
- عين الزانة
- الحدادة
- لاكروا
- روم السوق
- وادي مقراس
- سيدي فرارب
- مشطاط أحمد
- الونزة
- عين الزرقاء
- الكويف
- المريج
- بئر العاتر
- تبسة
- أم علي

### تونس
- طبرقة
- عين دراهم
- غار الدماء
- هنشير عابد
- ساقية سيدي يوسف
- جبل بوجابر
- حيدرة
- عين عمارة
- بوشبكة
- أم العرايس
- تمغزة